# Кутно (станція)
Кутно — вузлова станція в однойменному місті у центральній Польщі, одна з найважливіших залізничних станцій в Лодзькому воєводстві і на міжнародній залізничній лінії E20 «Берлін-Москва». На станції зупиняються швидкі і пасажирські поїзди, частина швидкісних. Для більшості приміських елекричок станція є кінцевою. За станцією в напрямку Познані (західна) є товарна станція Кутно-Азори.

## Історія
Станцію відкрили у 1961 році під час будівництва магістралі Варшава - Бидгощ. 
У 2011 році розпочато капітальний ремонт станції та вокзалу. 11 червня 2012 року вокзал знову гостинно відкрив двері пасажирам. На ремонт витрачено понад 13 млн злотих. У станції також діє депо.

## Лінії
Через станцію проходить кілька напрямків. Відтак, станція є великим вузлом:
- залізниця № 3 Варшава Західна — Куновіце
- залізниця № 16 Лодзь-Відзев – Кутно
- залізниця № 18 Кутно – Піла Головна
- залізниця № 33 Кутно – Бродниця

## Галерея

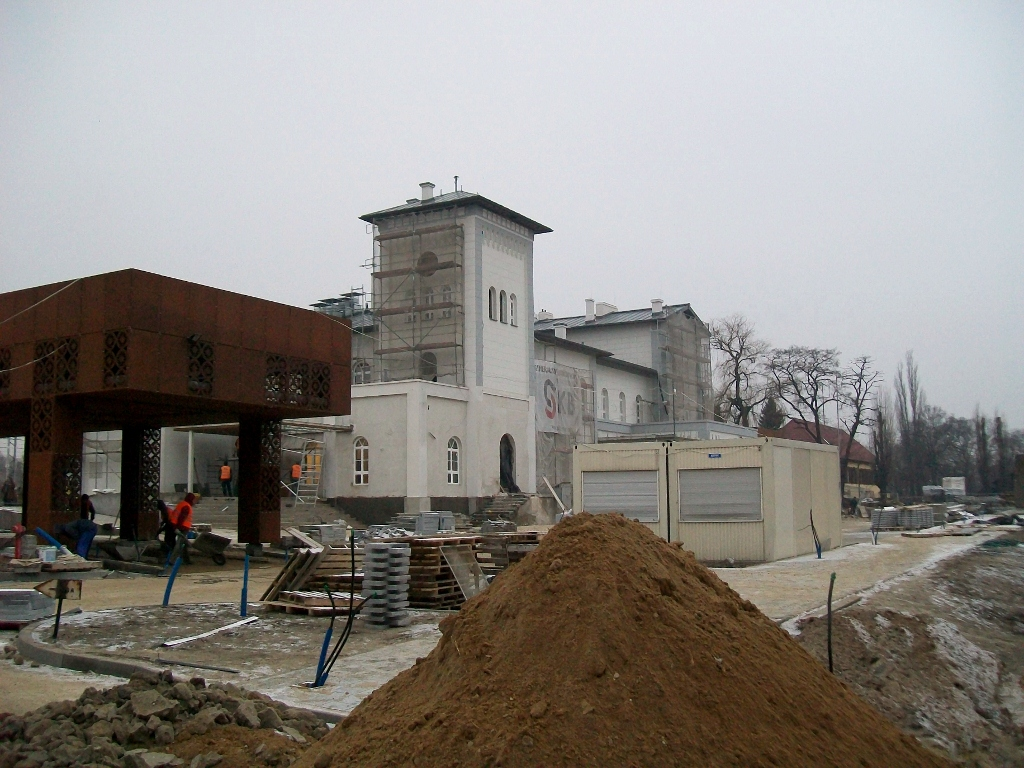
Під час капітального ремонту, грудень 2011
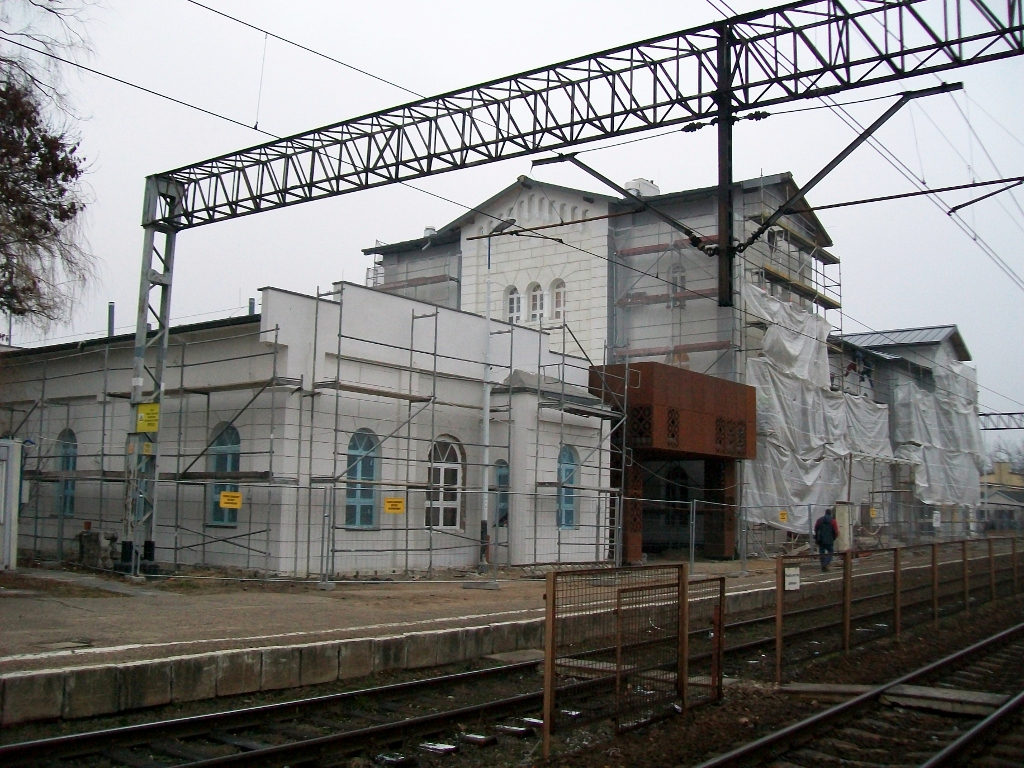
Під час капітального ремонту, грудень 2011
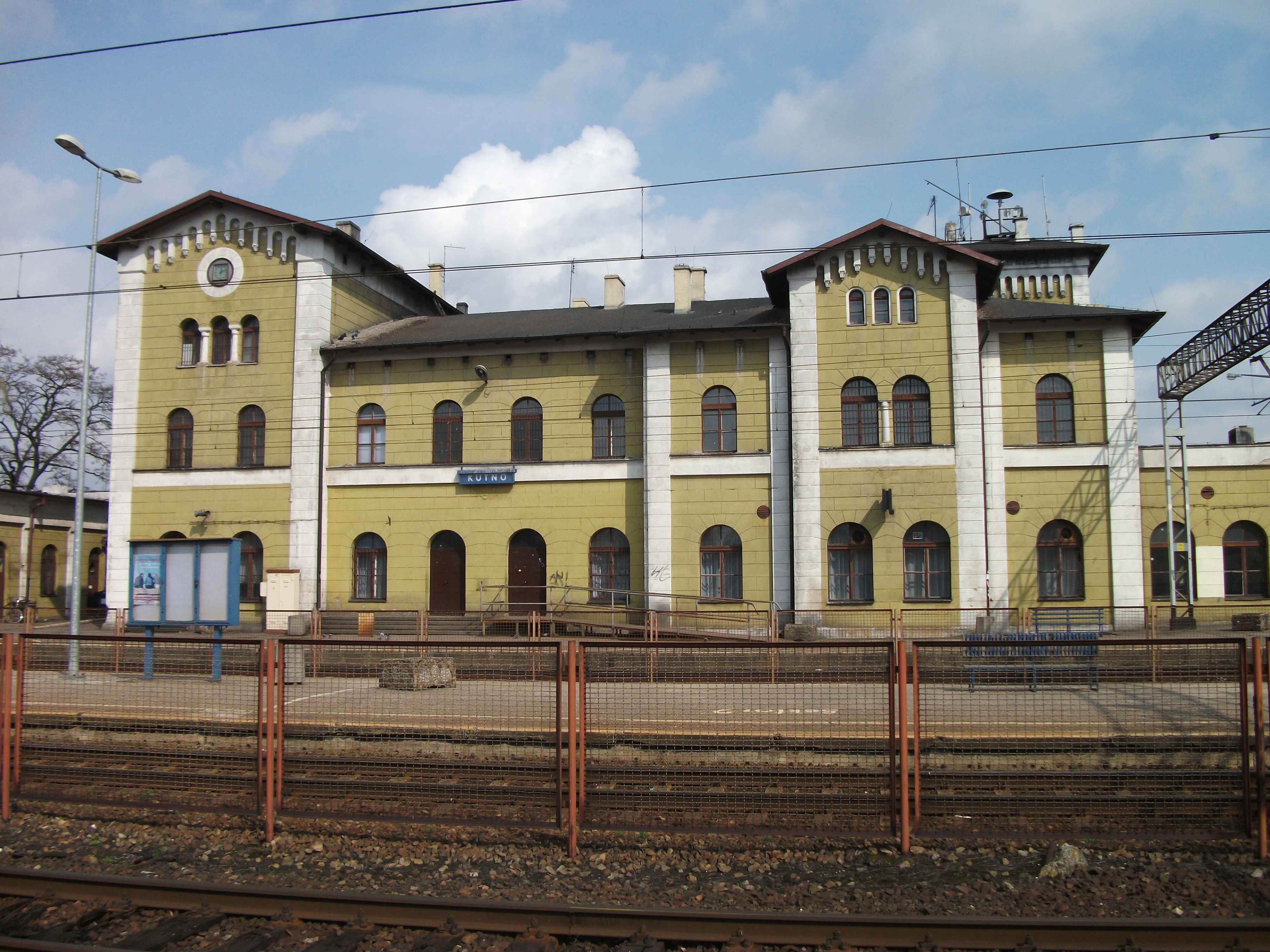
Вигляд з перону
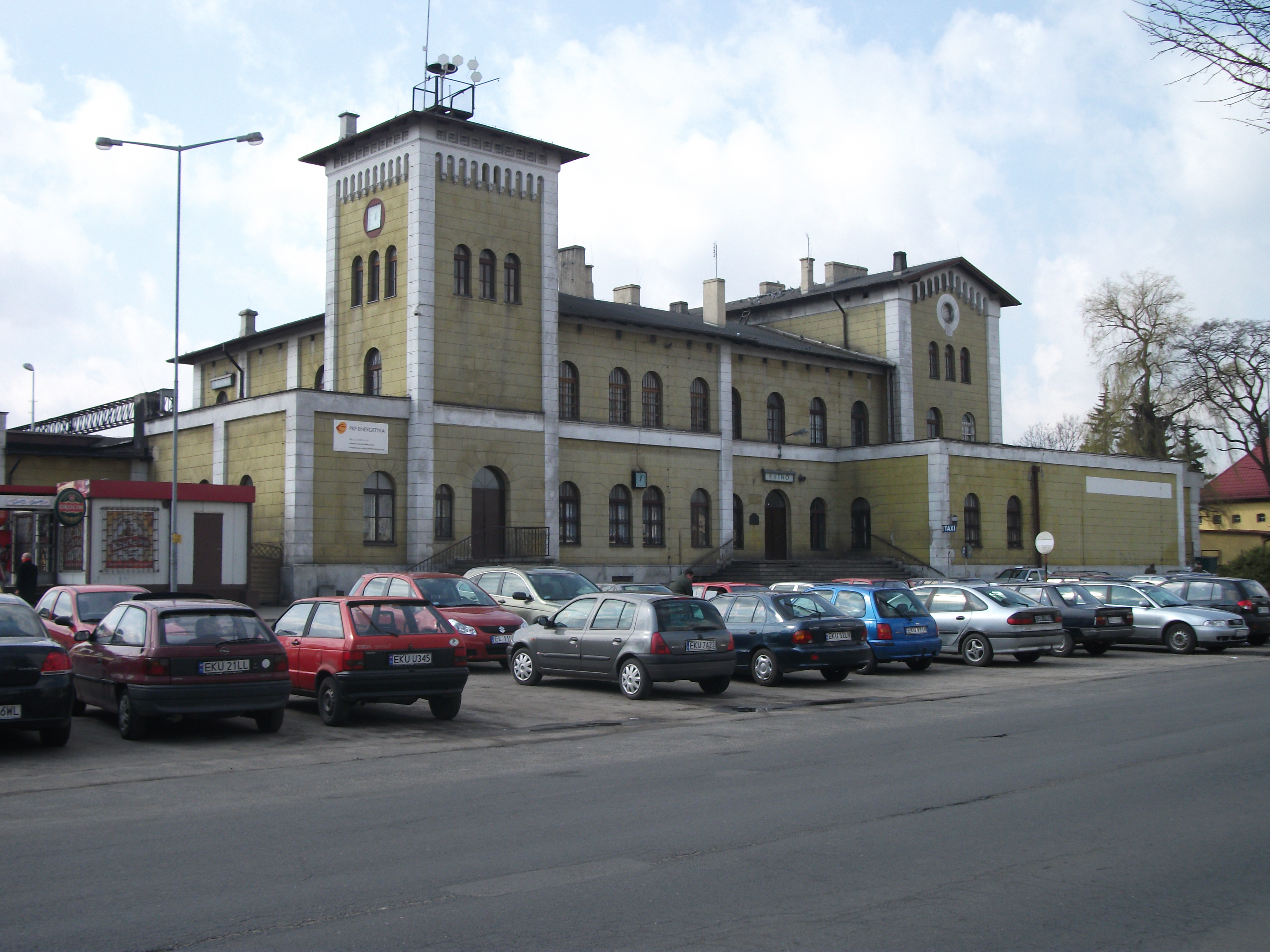
Вигляд з міста
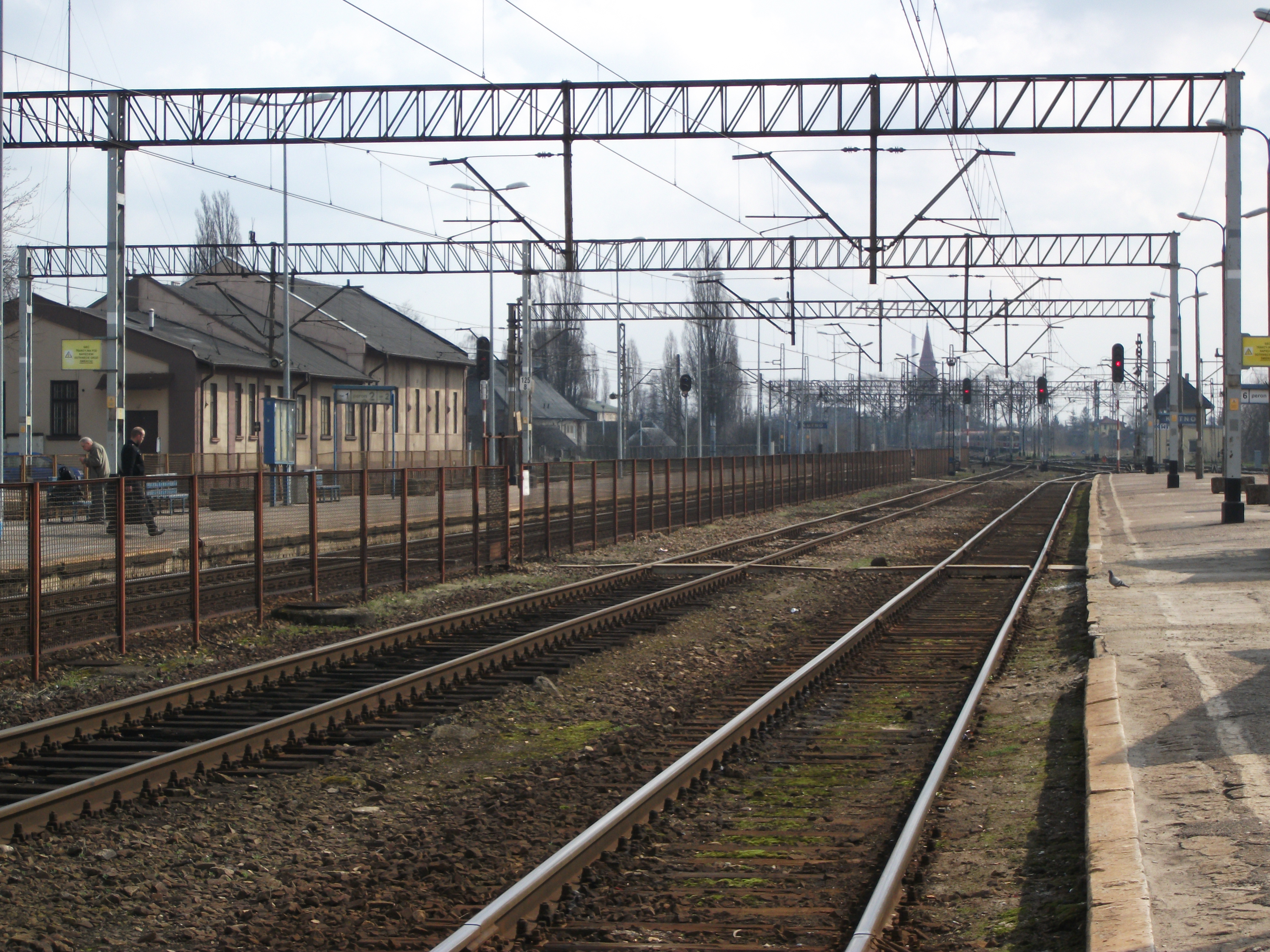
Вид на схід
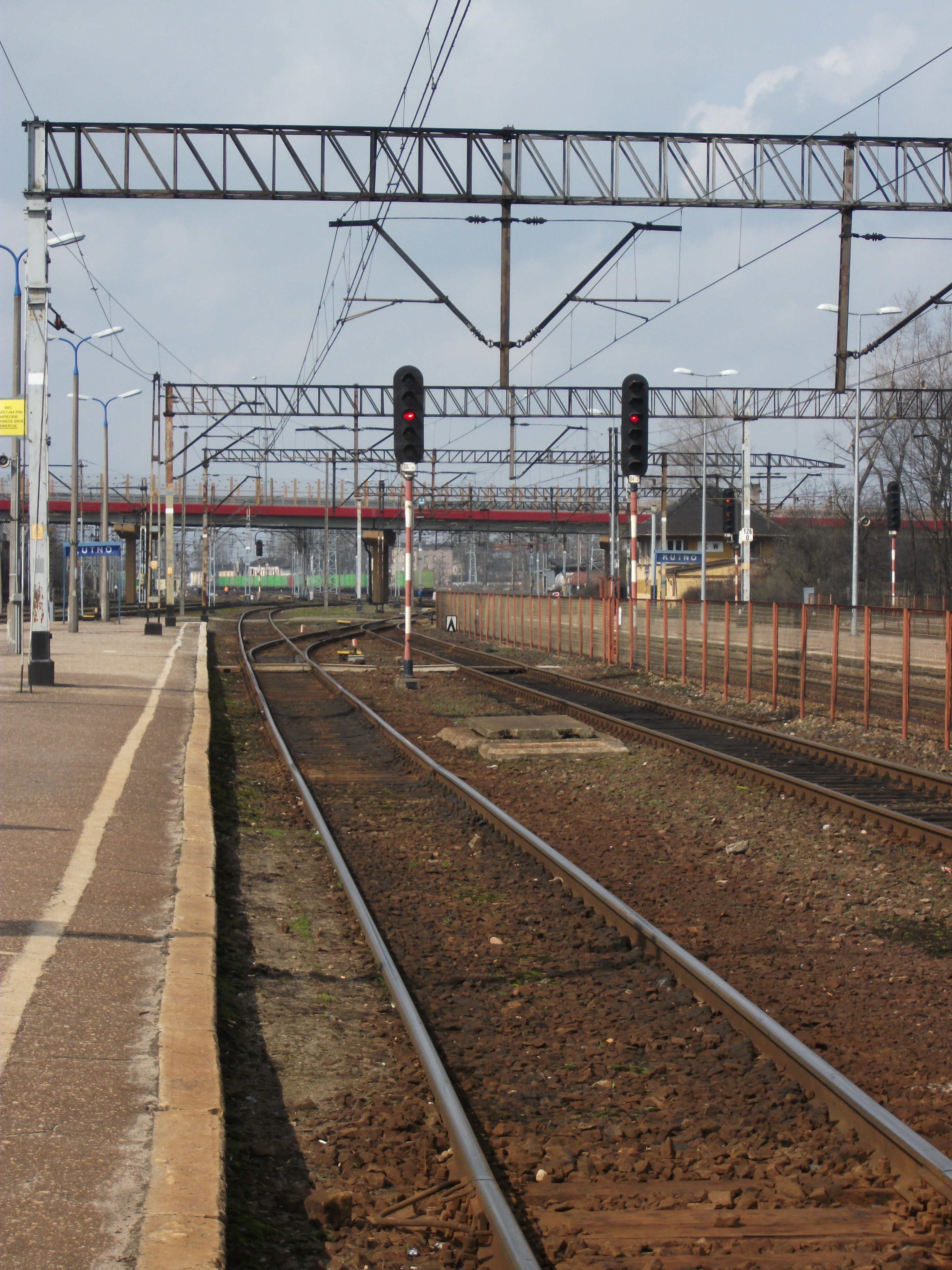
Вид на захід
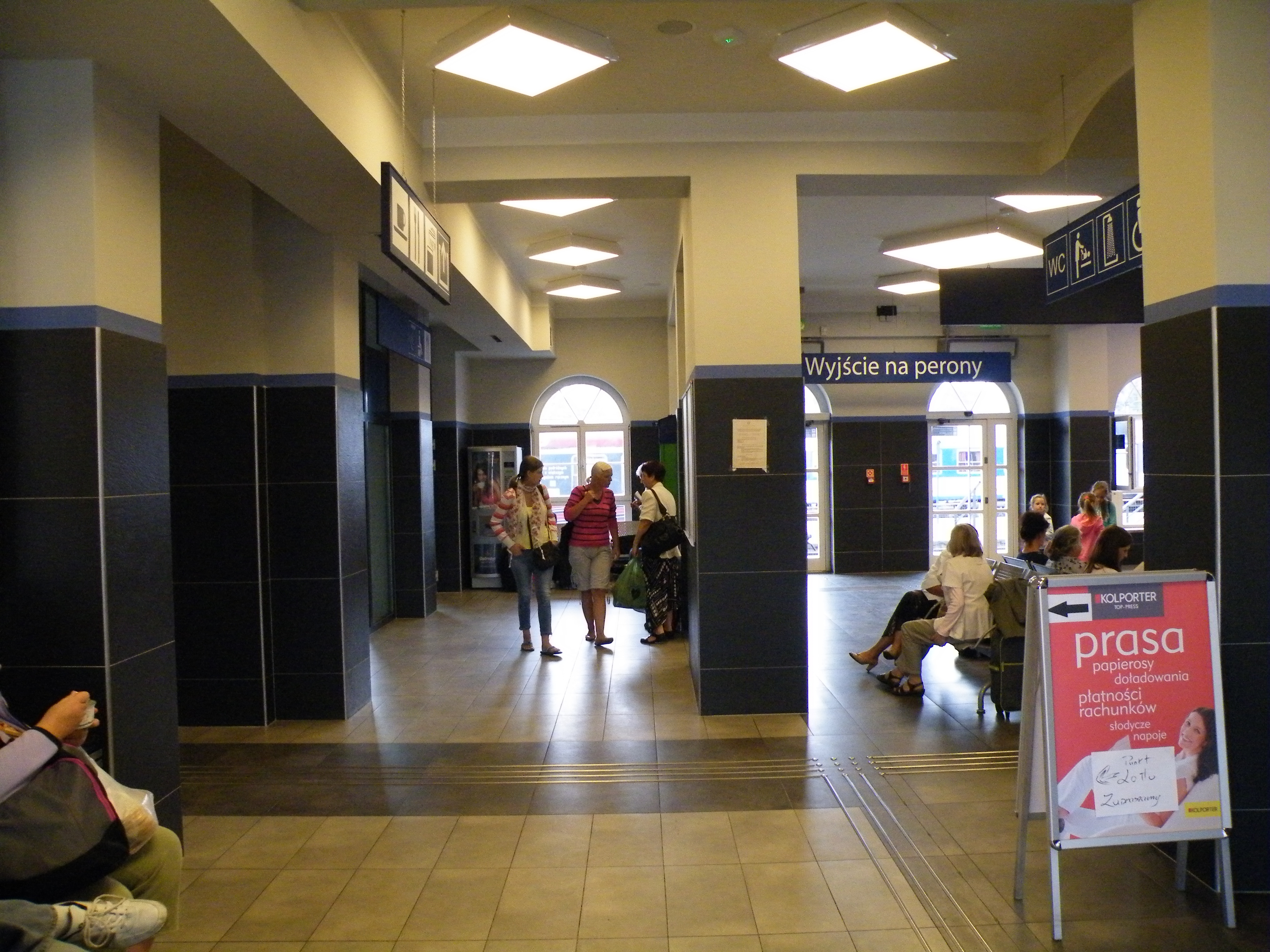
Всередині вокзалу
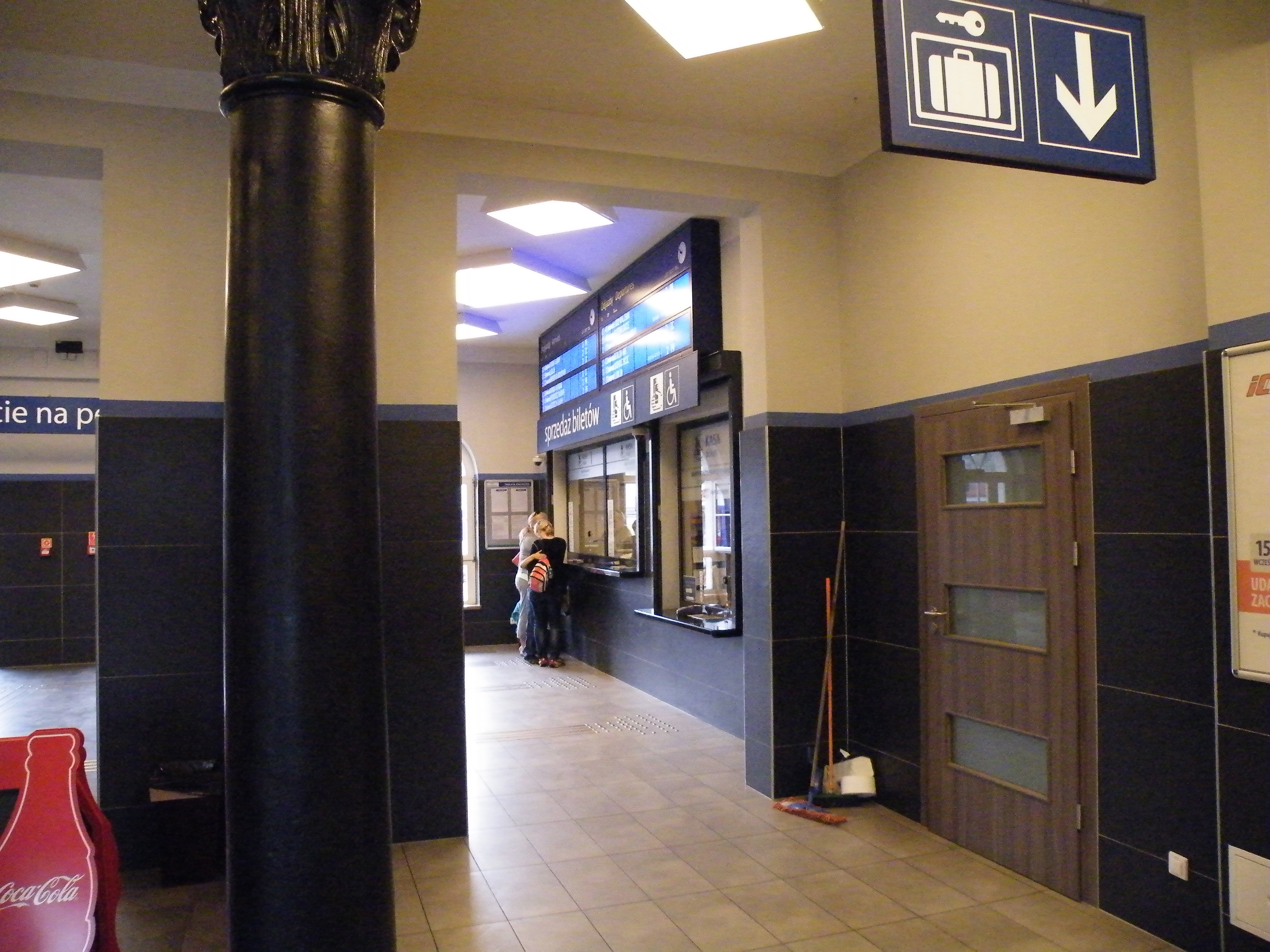
Квиткові каси